# 特別刑事部
特別刑事部（とくべつけいじぶ）とは、日本の地方検察庁の一部門であり、札幌・仙台・さいたま・千葉・横浜・京都・神戸・広島・高松・福岡の各地方検察庁に設けられている。
特別捜査部（特捜部）と公安部の機能を兼ねている。特刑部（とっけいぶ）・特刑（とっけい）と略されることが多い。

## 概要
1996年（平成8年）4月、一部の地方検察庁内の公安部を組織改編して設立された。これに伴い、公安事務課は特別刑事事務課に改編されたが、引き続き公安係が設置されている。
担当地域において、特捜部が扱う経済犯罪や汚職のほか、公安部が扱う公安労働事件の捜査と事件処理、情勢判断を担っている。